# Try!
Try! es el primer álbum en directo del power trio compuesto por John Mayer, Pino Palladino y Steve Jordan, John Mayer Trio. Fue lanzado por Columbia Records el 22 de noviembre de 2005. El álbum fue nominado como Mejor Álbum de Rock en la 49.ª entrega de los Premios Grammy.

## Producción
El trío está compuesto por John Mayer (guitarra/voces), Pino Palladino (bajo), y Steve Jordan (batería/coros). A diferencia de los anteriores trabajos de Mayer, Try! está enfocado más en el blues popular clásico que en canciones contemporáneas de pop. El CD incluye dos covers, Wait Until Tomorrow de Jimi Hendrix, y I Got a Woman de Ray Charles; dos canciones del álbum anterior de Mayer, Heavier Things, «Daughters» y «Something's Missing»; además de dos canciones del posterior álbum de Mayer, Continuum, «Vultures» y «Gravity».
Las letras del primer sencillo del álbum, «Who Did You Think I Was?» (en español, ¿Quién creiste que era?), resaltan la decisión de Mayer de alejarse de la música pop y acústica y acercarse más al blues, con líneas como "Got  brand new blues that I can't explain" (Tengo un nuevo blues que no puedo explicar".

## Recepción
La recepción de la crítica al álbum fue variada. La mayoría de los críticos quedaron impresionaron con la evolución de Mayer y la habilidad musical de Palladino y Jordan, al mismo tiempo que quedaron esperando más. Christian Hoard de Rolling Stone dijo, "la mayoría de estos sesenta y tres minutos [del álbum], Mayer demuestra que te puede hacer caer, no solo hacer que tus rodillas se sientan débiles", finalmente dándole una calificación de tres sobre cinco estrellas. Katy Hastey de Billboard dijo que "aunque Try! rebalsa de talento, no es consistentemente atrapante". La revista People alabó al álbum, conluyendo que, "Esperemos que Mayer mantenga esta nueva onda para su próximo disco como solista".

## Créditos
Músicos
- John Mayer – voces, guitarra, producción, dirección de arte y diseño gráfico
- Steve Jordan – batería, coros, producción
- Pino Palladino – bajo, coros
- Chalmers Alford – guitarra en pista 11

Otros
- Ames Bros. – dirección de arte, diseño gráfico
- Danny Clinch – fotografía
- Michael Caulfield – fotografía

|
Equipo de producción
- John Alagia – producción adicional
- Roger Moutenot – Ingeniería Pro Tools
- Chris Nelson – ingeniería adicional
- Hardi Kamsani – ingeniería adicional
- Joel Singer – ingeniería adicional
- Peter Gary – ingeniería adicional
- Joe Ferla – mixing, grabación en pistas 3 y 10
- Chad Franscoviak – grabación en todas las canciones excepto 3 y 10
- Greg Calbi – masterización